# Vashti Thomas
Vashti Thomas (ur. 21 kwietnia 1990) – amerykańska lekkoatletka specjalizująca się w krótkich biegach płotkarskich i skoku w dal. 
W 2013 sięgnęła po złoty medal uniwersjady w Kazaniu na dystansie 100 metrów przez płotki. Medalistka mistrzostw II dywizji NCAA.

## Osiągnięcia
| Rok  | Impreza                     | Miejsce   | Konkurencja                     | Lokata            | Wynik |
| ---- | --------------------------- | --------- | ------------------------------- | ----------------- | ----- |
| 2008 | Mistrzostwa świata juniorów | Bydgoszcz | bieg na 100 metrów przez płotki | eliminacje        | 14,39 |
| 2008 | Mistrzostwa świata juniorów | Bydgoszcz | trójskok                        | el. – 28. miejsce | 12,10 |
| 2013 | Uniwersjada                 | Kazań     | skok w dal                      | 13. miejsce       | 6,01  |
| 2013 | Uniwersjada                 | Kazań     | bieg na 100 metrów przez płotki | 1. miejsce        | 12,61 |

## Rekordy życiowe
- Bieg na 60 metrów przez płotki (hala) – 8,02 (2014)
- Bieg na 100 metrów przez płotki – 12,61 (2013)
- Skok w dal (stadion) – 6,97 (2012)
- Skok w dal (hala) – 6,48 (2012)